# メイン・イングル (私の小さな息子)
『メイン・イングル（私の小さな息子）Mayn Yingele』は、フレデリック・ジェフスキー作曲のピアノ作品。1988年から1989年にかけて作曲された。献呈はピアニストのウルスラ・オッペンス。
イディッシュ語による歌詞は19世紀後半から20世紀初頭に活躍したニューヨークの「肉体労働者詩人」モリス・ローゼンフェルド。

## 演奏時間
約30分強

## 録音
- Contemporary Piano Music: Oppens, Music And Arts, No : M&ACD4699
- Rzewski plays Rzewski, Piano Workds, 1975-1999
- WIMA: Werner Icking Music Archive

http://icking-music-archive.org/ByComposer/Rzewski.php